# المجتمع الودي
المجتمع الودي ( (باليونانية: Φιλική Εταιρεία)‏ فليكي إتريا ) مجتمع الأصدقاء، مجتمع الرفقاء أو حتى جماعة الأصدقاء تم إنشاؤها في عام 1814 في أوديسا. كانت أهم من الجمعيات السرية التي ولدت من انتشار أفكار الثورة الأمريكية الثورة الفرنسية في المجتمع الروماني والصربي وخاصة اليوناني في البلقان تحت الحكم العثماني.: كانت هناك منظمة فراتيا (الأخوة) في إمارات مولدافيا والأفلاق وسكوبشينا (الجمعية) الصربية التابعة لميلوش اوبرينوفيتش الأول وخاصة المجتمع الودي التي كان هدفها استقلال اليونان.
كانت المجتمع الودي تجسيدًا للمشاعر القومية اليونانية بقدر ما كانت السبب الذي حول هذا الشعور القومي إلى تمرد. كانت بداية صعبة، سواء من حيث التجنيد أو من الناحية المالية. إذا لم تنجح في إقناع إيوانيس كابوديسترياس بترأسها، من جهة أخرى وافق ألكسندر إبسيلانتيس في أبريل 1820 على تولي رئاسة المنظمة.
لعبت دورًا أساسيًا في التحضير وبدء حرب الاستقلال اليونانية. بمبادرة من منطمة المجتمع الودي اندلعت الانتفاضة في إمارات مولدافيا والأفلاق وفي البيلوبونيز. في 1 يناير 1822، تم إعلان الاستقلال اليوناني من قبل الجمعية الوطنية المجتمعة في إبيداوروس. بعد خمسة عشر يومًا، تم استبدال علم المنظمة بالعلم اليوناني الأزرق والأبيض. وفي النهاية تم حل المنظمة.